# ヨバナ・ステバノビッチ
ヨヴァナ・ステヴァノヴィッチ（Jovana Stevanović、1992年6月30日 - ）は、セルビアの女子バレーボール選手。セルビア代表。

## 来歴
2008年、地元のクラブチームであるÉtoile rouge de Belgradeに入団し、プロとしてのキャリアをスタートさせる。国内リーグとセルビアカップそれぞれ4度のタイトルを獲得した。2009年、ジュニア代表として欧州選手権とユース世界選手権の2大会で銀メダルを獲得した。2010年のジュニア欧州選手権で銀メダルを獲得した。
2011年、シニア代表に初選出される。2012年のヨーロッパリーグでは3位に入った。同年6月のワールドグランプリではレギュラーに抜擢されて活躍した。2013-14シーズンからイタリアセリエAのカザルマッジョーレに移籍した。
2015年、ワールドカップでレギュラーに抜擢され、同大会で銀メダルを獲得し、リオ五輪出場権獲得に大きく貢献した。2016年8月のリオ五輪で銀メダルを獲得した。2018年、世界選手権では金メダルを獲得した。その後は代表から離れていたが、2022年に復帰すると同年6-7月のネーションズリーグで銅メダルを獲得し、自身もベストミドルブロッカー賞を受賞した。同年9-10月の世界選手権では2大会連続の金メダルを獲得した。

## 球歴
- オリンピック - 2016年、2024年
- 世界選手権 - 2018年、2022年
- ワールドカップ - 2015年
- ワールドグランプリ - 2012年、2015年、2017年
- ネーションズリーグ - 2022年
- ヨーロッパリーグ - 2012年

## 受賞歴
- 2014年 - 2013/14イタリアセリエAリーグ ベストブロッカー賞
- 2016年 - 2015/16 欧州チャンピオンズリーグ ベストミドルブロッカー賞
- 2016年 - 2015/16イタリアセリエAリーグ ベストブロッカー賞
- 2022年 - ネーションズリーグ ベストミドルブロッカー賞

## 所属クラブ
- Étoile rouge de Belgradel（2008-2013年）
- カザルマッジョーレ（2013-2018年）
- サヴィーノ・デルベーネ・スカンディッチ（2018-2020年）
- FVブスト・アルシーツィオ（2020-2022年）
- モンツァ（2022-2023年）
- エジザージュバシュ（2023年-）